# Чумацкое (Пологовский район)
Чумацкое (укр. Чумацьке) — село,
Константиновский сельский совет,
Пологовский район,
Запорожская область,
Украина.
Код КОАТУУ — 2324284605. Население по переписи 2001 года составляло 85 человек.

## Географическое положение
Село Чумацкое находится на расстоянии в 1,5 км от села Константиновка.

## История
- 1790 год — дата основания.